# C19H17NO5
分子式C19H17NO5（摩尔质量：339.347 g/mol）可以指：
- 2-(3-酞酸咪唑丙醇)苯甲酸甲酯，CAS号：115149-46-7
- 2-丁基-3-(4-羟基苯甲酰基)-5-硝基苯并呋喃，CAS号：141645-16-1
- 莫非佐酸（英语：Mofezolac），CAS号：78967-07-4

|  | 这个同类索引页列出了具有相同分子式的化学物（即同分異構體）条目。 除非您是有意链接至本页，否则应将相应条目的内部链接指向正确的条目。 |